# Григорьевка (городской округ город Первомайск)
Григо́рьевка — деревня в Первомайском районе Нижегородской области. Входит в состав Петровского сельсовета.
Деревня располагается на правом берегу реки Алатыря.